# Sœurs de la congrégation du Sacré-Cœur
Les sœurs de la congrégation du Sacré-Cœur forment une congrégation religieuse féminine enseignante et hospitalière de rite syriaque oriental et de droit pontifical.

## Histoire
La congrégation est fondée le 1er janvier 1911 à Palai (en) (Kerala) par le Père Mathieu Kadalikkattil, prêtre de l'Église catholique syro-malabare, pour promouvoir la dévotion au Sacré-Cœur et prendre soin des démunis et des orphelins. La communauté est approuvée le 23 mai 1935 par Mgr James Kalacherry, évêque de l'éparchie syro-malabare de Changanacherry (en).
En 1938, le Père Francis Thekkekara, de l'éparchie syro-malabare de Kothamangalam (en), fait venir des sœurs de Palai qui deviennent une congrégation autonome. En 1950, avec la création de l'éparchie syro-malabare de Palai (en), la congrégation de Changanacherry est divisée en deux branches indépendantes, chacune dépendant de l'évêque local.
En 1973, les trois congrégations de Changanacherry, Kothamangalam et Palai, qui partagent les mêmes origines et les mêmes constitutions religieuses, fusionnent en un seul institut qui reçoit le décret de louange le 11 mars 1976.

## Activités et diffusion
Les sœurs se consacrent à l'enseignement, au soin des orphelins et des malades. 
Elles sont présentes en:
- Europe : Allemagne, Italie.
- Amérique : États-Unis.
- Afrique : Éthiopie, Namibie.
- Asie : Inde.

La maison-mère est à Kottayam. 
En 2017, la congrégation comptait 3766 sœurs dans 470 maisons.